# La Ville-sous-Orbais

La Ville-sous-Orbais este o comună în departamentul Marne, Franța. În 2009 avea o populație de 50 de locuitori.